# Yxkull (släkt)
Yxkull (tyska: Uexküll; lettiska: Ikšķili) är en svensk, balttysk och tysk adlig släkt. Den svenska adliga ätten med detta namn leder sitt ursprung från en tysk adelssläkt, von Meyendorff.
Från ärkestiftet Magdeburg utvandrade till Livland Conrad de Meyendorpe som 1201 fick "castrum Ykescolense" (slott i närheten av Riga) i förläning. Han kallade sig efter detta "de Ykeskola".
Med Karl IX:s hovmarskalk Wollmar Yxkull introducerades 1625 denna gren på svenska riddarhuset som nummer 76.
1679 förlänades friherrelig värdighet till ryttmästare Volter Reinhold Yxkull och fler medlemmar i släkten, som då antog namnet Meijendorff von Yxkull. 
1648 introducerades på svenska riddarhuset såsom friherrlig en gren av ätten von Yxkull-Gyllenband
En annan gren av samma ätt blev friherrlig först 1730 med Otto Reinhold von Yxkull och som kallade sig helt enkelt Yxkull och vars ätt utgick på svärdssidan redan 1770.
Yxkullarna härstammar också från Gustav Vasa genom hans sondotter Helena Gyllenhielm, som hans son Magnus fick med sin älskarinna Anna von Haubitz.